# キートンの探偵学入門
『キートンの探偵学入門』（キートンのたんていがくにゅうもん、英語: Sherlock Jr.）とは、1924年公開のアメリカ合衆国のサイレントコメディ映画。バスター・キートン監督・主演。戦前初公開の時には『忍術キートン』（にんじゅつキートン）という邦題がつけられたが、1973年6月16日、フランス映画社が「ハロー！キートン」という特集上映をした際にこの邦題に改められて以来、この邦題で定着している。
1991年、アメリカ議会図書館は「文化的・歴史的・美学的に重要」という理由で本作をアメリカ国立フィルム登録簿に保存した。同年、アメリカ喜劇映画ベスト100の62位に選出。
2020年1月1日、この映画はアメリカ合衆国でパブリックドメインになった。

## あらすじ
主人公バスターは探偵に憧れる映写技師。憧れの娘へのプレゼントに1ドルで買った指輪を4ドルしたと見栄を張ってプレゼントする。
色男も娘に恋をしている。色男は娘の父親の時計を盗み、それを質に入れて4ドルを工面し、娘のために高価な贈り物をする。
父親が時計がなくなったことに気づいて騒ぎ出した時、バスターは探偵役を買って出るが、色男は4ドルの質札をバスターのポケットに入れる。それが見つかり、バスターは犯人にされる。バスターは娘に無実を主張するが信じてもらえない。
バスターは映写技師の仕事に戻る。上映中の映画は真珠泥棒を扱った映画。居眠りするバスターの魂はスクリーンの中に入り、探偵シャーロックJr.として事件の解決に乗り出す。（映画の中では登場人物がそれぞれ現実の人間に置き換わる。娘、父親、色男は強盗団のボス、父親の雇い人は執事、映画支配人は探偵の助手）
映画の中で見事事件を解決したバスターだがそれはすべて夢だった。
そこに娘がやってくる。娘は4ドルの質札から、色男が真犯人だということを突き止めたのだ。
映写されている映画の中で主人公とヒロインがキスするのを見ながら、バスターは娘にキスをする。

## キャスト
- バスター（映写技師）/名探偵シャーロックJr.; バスター・キートン
- 娘/娘; キャスリン・マクガイア
- 娘の父/娘の父; ジョー・キートン（英語版）（バスター・キートンの実父）
- 父親の雇い人/執事; アーウィン・コネリー
- 色男/ 強盗団リーダー: ワード・クレーン
- 劇場支配人/シャーロックJr.の助手; フォード・ウェスト

## 制作
この映画には危険なスタントシーンが多数出てくる。キートンは後に映画史家のケヴィン・ブラウンローに「プロのカメラマンたちは、私たちがいったい何をどうやったのか突き止めるため何度も映画を観に来たものさ」と語った。
キートンが色男を尾行する途中、汽車の上を走って給水塔に掴まり、大量の水を浴びて落ちるシーンではキートンの首の骨が折れてしまった。しかしキートンはこの時頭が痛いと思っただけで、骨折が発覚したのは1年半後であり、その時には完治していた。
スクリーンの中に入りこんですぐ、キートンが次々に切り替わる場面展開（中庭から車の走る通り、崖の上、ライオンのいる草原、荒野、磯辺、雪原）の中でドタバタをやるくだりは、キートンの動きをスムーズに見せるため、キートンとカメラの位置を測量機で正確に測って撮影された。
劇中のビリヤードを行うシーンのために、キートンは4か月かけて練習した。

## 評価
興行はぱっとしなかったが、『ニューヨーク・タイムズ』が「トリック撮影がコメディの中で活きた最高の1本」と評価した他、『ロサンゼルス・タイムズ』『ワシントン・ポスト』『The Atlanta Constitution』も好意的な批評をした。

### ランキング
- 2000年 「20世紀の映画リスト」（米『ヴィレッジ・ヴォイス』紙発表）第42位[15]
- 2015年 「史上最高のアメリカ映画100」（英BBC発表）第44位[16]
- 2018年 「史上最高のコメディー映画ベスト100」（米『ペースト』発表）71位[17]
- 「映画史上最高の作品ベストテン」（英国映画協会発表）※10年毎に選出
  - 2022年 「映画批評家が選ぶベストテン」 第54位[18]